# Class 376
De British Rail Class 376 is een in Groot-Brittannië gebruikt treinstel bestemd voor personenvervoer.

## Vloot
| Klasse    | Exploitant   | Aantal gebouwd | Gebouwd in jaar | Aantal bakken per treinstel | Nummering       | Opmerkingen |
| --------- | ------------ | -------------- | --------------- | --------------------------- | --------------- | ----------- |
| Class 376 | Southeastern | 36             | 2004-05         | 5                           | 376001 - 376036 |             |